# Тростянец (Славутский район)
Тростянец (укр. Тростянець) — село в Славутском районе Хмельницкой области Украины.
Население по переписи 2001 года составляло 243 человек. Почтовый индекс — 30040. Телефонный код — 3842. Занимает площадь 1,15 км². Код КОАТУУ — 6823986704.

## Местный совет
30040, Хмельницкая обл., Славутский р-н, с. Поддубцы